# Hyundai e-Mighty
O e-Mighty é um modelo comercial leve fabricados pela Hyundai Motor Company.  Essa gama de caminhões estava principalmente disponível na Coreia do Sul e em alguns outros países asiáticos. O caminhão e-Mighty foi produzido pela primeira vez em outubro de 2004, com os primeiros produtos sendo entregues na Coreia. A fabricação começou em 2004 com a Hyundai na Coreia e na Ásia. Além disso, outras regiões como a Europa, Oriente Médio e a América do Norte também importaram ou fabricam. Em muitos mercados, o e-mighty era bastante caro e foi substituído pela Hyundai Truck quando esse modelo se disponibilizou no mercado global em 2004. O mercado externo. Os concorrentes japoneses e asiáticos incluem o Mitsubishi Fuso Canter, Isuzu Elf, UD Atlas, Toyota Dyna e Hino Dutro.

## Modelos
- Gold Super Deluxe HD78
- Standard Cab Low Long Cargo (2.5t)
- Standard Cab Shot Cargo (2.5t, 3.5t Chassis Cab)
- Standard Cab Long Cargo (2.5t, 3.5t)
- Double Crew Cab Long Cargo (2.5t)
- Standard Cab Shot Dump (2.5t, 3.5t)

### Alinhamento
- Standard Cab Shot Cargo (2.5t, 3.5t Chassis Cab)
- Standard Cab Long Cargo (2.5t, 3.5t)
- Double Crew Cab Long Cargo (2.5t)
- Standard Cab Low Long Cargo (2.5t)
- Standard Cab Shot Dump (2.5t, 3.5t)

1. ↑  «Hyundai EX Series». Hyundai Truck and Bus. Consultado em 4 April 2024 Verifique data em: |acessodata= (ajuda)

1. ↑  Available in three models (EX5, EX6, EX8).[1]